# Luciano Freitas

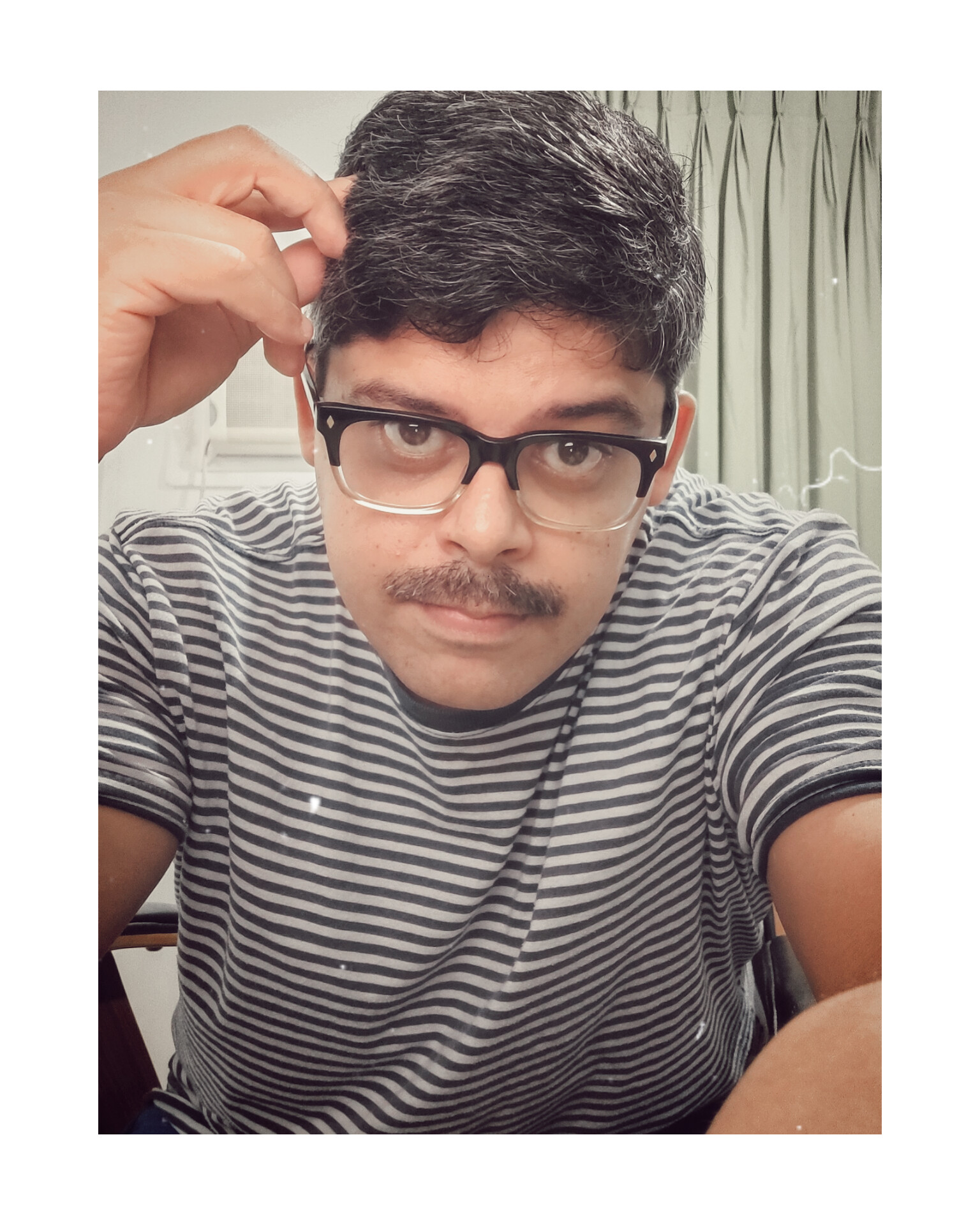
Lu, julho de 2023.

Luciano Freitas, também conhecido como Lu, é um quadrinista, designer gráfico, publicitário e ilustrador brasileiro. Por volta de 2012, em um rabisco despretensioso, criou a Lena. Em 2017, criou a webcomic Na Mira da Lena, que mostra o dia a dia da jovem indecisa Lena e os desafios da maturidade. Luciano publica as tiras regulares no Instagram e já lançou 10 livros independentes da personagem: O Verão da Lena, O Mundo da Lena, Bahia, Parafina, Quente, Outros Verões, Ondas Verdes, Barcos, Borboleta e Presente. Em 2018, Luciano ganhou o Prêmio Angelo Agostini de melhor web quadrinho com O Verão da Lena. Em 2021, foi indicado ao Troféu HQ Mix de melhor publicação juvenil e melhor publicação independente seriada com Outros Verões. Em 2022, Luciano volta a ser indicado ao Troféu HQ Mix de melhor publicação de tiras com Barcos, concorrendo com grandes nomes como Laerte e Maurício de Souza. Em 2023, novamente é indicado ao Troféu HQ Mix, desta vez como melhor publicação independente seria, com Borboleta.
Desde 2020, o quadrinista vem alimentando uma nova conta no Instagram, apenas para um clube assinantes chamado O Nosso Verão. Lá, o autor já publicou mais duas séries de tirinhas, que em breve viram livros também.